# مارك دونوهيو
مارك دونوهيو (بالإنجليزية: Mark Donohue) مواليد 18 مارس 1937 في نيو جيرسي، كان سائق فورملا 1 أمريكي سابق بدأ مسيرته الاحترافية سنة 1971. كان أول سباق له هو جائزة كندا الكبرى 1971. خاض خلال مسيرته 16 سباقاً.

## سباقات شارك فيها
- لو مان 24 ساعة
- بطولة العالم للسيارات الرياضية

## روابط خارجية
- مارك دونوهيو على موقع Racing-Reference.info (الإنجليزية)
- مارك دونوهيو على موقع DriverDB.com (الإنجليزية)